# Turkey!
『Turkey!』（ターキー）は、タツノコプロのレーベル・BAKKEN RECORDとポニーキャニオンの共同原作による、日本のテレビアニメ。2025年7月から日本テレビほかにて放送中。

## 概要
長野県千曲市を舞台とした、ボウリング部に所属する女子高生が描かれるオリジナルアニメ作品。第1話放送までは前述の『長野県千曲市を舞台とした、ボウリング部に所属する女子高生が描かれるオリジナルアニメ作品』以外の情報は伏せられ、日本テレビで第1話が放送された直後に追加キャストの発表や新PV公開など、『戦国時代を舞台としたタイムスリップもの』という作品の根幹に関する情報が解禁された。

## あらすじ
長野県一刻館高校のボウリング部。楽しさを優先する部長の麻衣に対し、勝利を渇望する利奈は退部を切り出し、麻衣に勝負を挑む。勝負のさなか、麻衣が投じようとしたボールが突如光り出し、気が付くと部員5人は戦国時代にタイムスリップしていた。

## 登場人物

### 長野県一刻館高校ボウリング部
音無 麻衣（おとなし まい）
声 - 菱川花菜
本作の主人公。高校2年生でボウリング部の部長。サウスポースタイル。好奇心旺盛な性格。
天性のボウリングの才能を持っているが、勝ち負けよりも楽しくボウリングをすることを優先する。試合ではターキー（3連続ストライク）を記録すると、次の投球で必ず両方のピンを倒すことが難しいスプリット（スネークアイ）を残してしまい、それをきっかけにしてスコアを崩すことから『試合に勝てない天才』とも呼ばれる。
五代 利奈（ごだい りな）
声 - 市ノ瀬加那
高校1年生。春に麻衣が高校2年生になったのと同時に一刻館高校に転入した。
内心は誰よりも麻衣に憧れており、その実力を認めているが、それゆえに実力はありながら勝負にこだわらずにエンジョイを標榜する麻衣に歯がゆさを感じており、麻衣に対してはきつい当たり方をしてしまう。
一ノ瀬 さゆり（いちのせ さゆり）
声 - 岩田陽葵
高校2年生。麻衣とは幼馴染。体が大きく力もあるが、弱気な性格で何かあるとすぐに涙ぐむ。
ボウリングでは16ポンドと最も重いボールを使っている。
三鷹 希（みたか のぞみ）
声 - 天麻ゆうき
高校2年生。トップモデルを目指している。麻衣とは幼馴染。
読者モデルをしており、たまにティーン雑誌に載ることがある。
二階堂 七瀬（にかいどう ななせ）
声 - 伊藤彩沙
高校2年生で理系女子。理解不能な行動が多数見られるが、頭が切れる。
ボウリングでは両手でボールを投げる。

### 戸倉家
戦国時代に現在の千曲市にあたる地域を統治していた領主の家系。先代（寿桃たちの父）が最近この世を去っており、現在の当主は傑里。
寿桃（すもも）
声 - 日髙のり子
戸倉家の姫。領民たちからは当主の傑里より崇められている。
人懐っこくて好奇心旺盛。天真爛漫な性格で、麻衣たちともすぐに仲良くなる。自分で考えたボウリングに似た遊びを行っており（ボウリングそのものは知らない）、また麻衣たちがこの時代ではない未来から来た人間だということも認識している。領地を守るため、隣国への輿入れが決まっている。
朱火（あけび）
声 - 皆口裕子
狐の面を付けて、屋敷の奥に引き籠もっている。
傑里（すぐり）
声 - 井上喜久子
戸倉家の現当主。希が一目惚れするほど整った顔立ちだが、実は女性。男子が生まれなかった先代の跡を継いで領地を守ろうと奮闘しているが、武勇には秀でていない。
庵珠（あんず）
声 - 伊藤美紀
寿桃の妹。まだ幼いが、家を守ろうと大人びた言動をする。優しくされると意地を張って反発するが、根は寂しがり屋。夏夢が旅芸人とともに家を出た経緯から、旅芸人のことを快く思っていない。
夏夢（なつめ）
声 - 佐久間レイ
身分に縛られない気ままな自由人。旅芸人（麻衣たちと同じタイムスリップした未来人）とともに家を出てしまい、現在の消息は不明。

## スタッフ
- 原作 - BAKKEN RECORD[6]、ポニーキャニオン[6]
- 監督 - 工藤進[6]
- 脚本 - 蛭田直美[3]
- キャラクターデザイン - 武川愛里[3][7]
- メインアニメーター - 那花優統[7]
- プロップデザイン - 岡戸智凱、舘崎大
- 色彩設計 - のぼりはるこ[7]
- 美術監督 - 田尻健一[7]
- 美術デザイン - ムクオスタジオ、内藤大介
- 3D監督 - 堀本夏生[7]
- 撮影監督 - 小西庸平[7]
- 編集 - 及川雪江[7]
- 音響監督 - 今泉雄一
- 音響制作 - ソニルード
- 音楽 - 林ゆうき[7]
- 音楽制作 - ポニーキャニオン[3]
- 音楽プロデューサー - 大塚涼大、矢後健
- プロデューサー - 木下哲哉[7]、北林俊哉[7]、渡邉季之、岩佐直樹、宮田和弥
- アニメーションプロデューサー - 大松裕[7]
- アニメーション制作 - BAKKEN RECORD[3]
- 製作 - Turkey!製作委員会

## 主題歌
「ヒャクニチソウ」
長野県一刻館高校ボウリング部によるオープニングテーマ。作詞・作曲は北澤ゆうほ、編曲は川口圭太。
「もしも」
太陽と踊れ月夜に唄えによるエンディングテーマ。作詞・作曲・編曲はAkki。
「フラッシュバック」
Q.I.S（北澤ゆうほ）による4投目のエンディングテーマ。作詞・作曲は北澤ゆうほ、編曲は北澤ゆうほと川口圭太。
「夏の住処」
やなぎなぎによる劇中曲。作詞・作曲・編曲はやなぎなぎ。
「幾星霜」
ZAQによる5投目の挿入歌。作詞・作曲・編曲はZAQ。
「sincerity flower」
結城アイラによる6投目のエンディングテーマ。作詞・作曲は結城アイラ、編曲は谷ナオキ。
「Strike freedom!」
アザミによる7投目のエンディングテーマ。作詞・作曲・編曲はアザミ。

## 各話リスト
| 話数  | サブタイトル               | 絵コンテ          | 演出                     | 作画監督                                                              | 総作画監督        | 初放送日      |
| ----- | -------------------------- | ----------------- | ------------------------ | --------------------------------------------------------------------- | ----------------- | ------------- |
| 1投目 | 倒せ！スネークアイ         | 工藤進            | 工藤進 内藤大介 加藤亨祐 | 武川愛里 那花優統 杜山涼香 菅原正視 龍光 日影工房                     | 武川愛里          | 2025年 7月9日 |
| 2投目 | 迷って、アウトスパット     | 宗廣智行 内藤大介 | 内藤大介                 | 武川愛里 那花優統 小宮山楓乃 岩永遼太 杜山涼香 菅原正視               | 武川愛里          | 7月16日       |
| 3投目 | 頼って、バランスライン     | 志村宏明 川上達朗 | 川上達朗                 | 菅原正視 岩永遼太 五十嵐俊介 高橋紀子 Kプロダクション フォーカス 旭陽 | 武川愛里 杜山涼香 | 7月23日       |
| 4投目 | 混乱のビッグフォー         | 加藤亨祐          | 加藤亨祐                 | 武川愛里 小宮山楓乃 岩永遼太 杜山涼香 菅原正視                        | 武川愛里          | 7月30日       |
| 5投目 | すれ違って、フックボール   | 川上達朗          | 川上達朗                 | 小宮山楓乃 菅原正視 杜山涼香 柳昇希 李官雨 金慶鎬 姜美愛              | 武川愛里          | 8月6日        |
| 6投目 | 飛び越えて、リバースフック | 内藤大介          | 内藤大介                 | 武川愛里 那花優統 小宮山楓乃 杜山涼香 菅原正視 龍光 明光 日影工房     | 武川愛里          | 8月13日       |
| 7投目 | 抱きしめたい、ロフトボール | 内藤大介          | 工藤進                   | 五十嵐俊介 高橋紀子 杜山涼香 Kプロダクション 光の園・アニメーション   | 武川愛里          | 8月20日       |

## 放送局
| 放送期間        | 放送時間                     | 放送局     | 対象地域   | 備考                                            |
| --------------- | ---------------------------- | ---------- | ---------- | ----------------------------------------------- |
| 2025年7月9日 -  | 水曜 1:29 - 1:59（火曜深夜） | 日本テレビ | 関東広域圏 | 製作参加 / 『AnichU』枠                         |
| 2025年7月10日 - | 木曜 22:30 - 23:00           | BS日テレ   | 日本全域   | 製作参加 / BS/BS4K放送 / 『アニメにむちゅ〜』枠 |
| 2025年7月13日 - | 日曜 1:00 - 1:30（土曜深夜） | テレビ信州 | 長野県     |                                                 |
| 2025年7月14日 - | 月曜 21:00 - 21:30           | AT-X       | 日本全域   | CS放送 / 字幕放送 / リピート放送あり            |

| 配信開始日   | 配信時間                   | 配信サイト | 備考                   |
| ------------ | -------------------------- | --- | ---------------------- |
| 2025年7月9日 | 水曜 2:30（火曜深夜） 更新 | ABEMA AnimeFesta バンダイチャンネル dアニメストア DMM TV FOD Hulu J:COM STREAM Lemino milplus ニコニコチャンネル Pontaパス Prime Video TELASA U-NEXT | 見放題配信             |
|              |                            | バンダイチャンネル J:COM STREAM milplus ニコニコチャンネル Prime Video Rakuten TV TELASA Video Market                                                | 都度課金配信           |
|              |                            | ABEMA ニコニコ生放送 日テレ無料 TVer U-NEXT | 最新話期間限定無料配信 |

## BD
| 巻 | 発売日             | 収録話 | 規格品番   |
| -- | ------------------ | ------ | ---------- |
| 上 | 2025年11月19日予定 |        | PCXP-51212 |
| 下 | 2026年1月28日予定  |        | PCXP-51213 |

## WEBラジオ
2025年7月7日より、HiBiKi Radio Stationにて「Turkey!一刻館高校ボウリング活動戦姫」の配信を行っている。パーソナリティは音無麻衣役の菱川花菜と寿桃役の日髙のり子。毎週月曜日更新。

## ラッピング車両

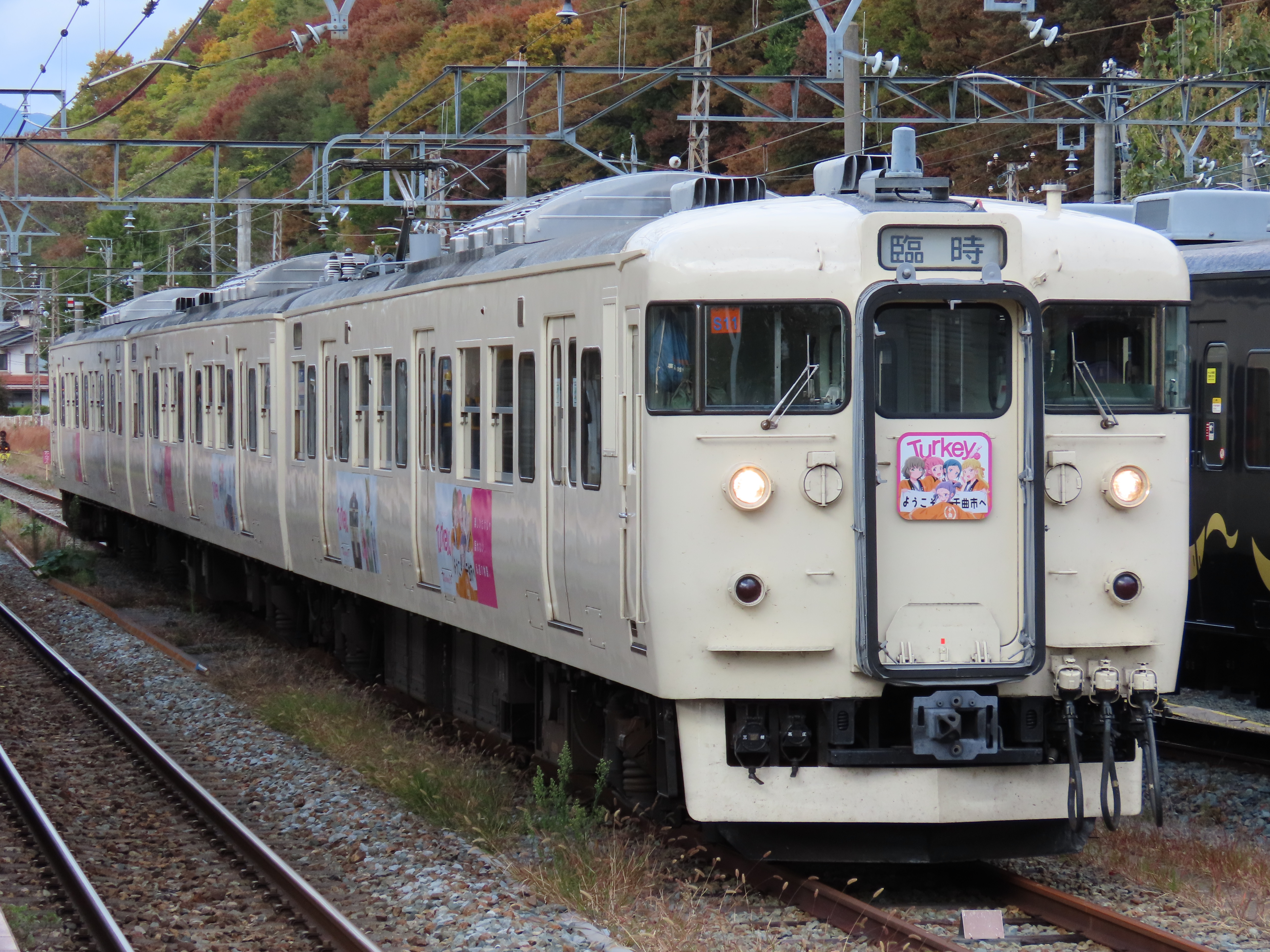
しなの鉄道によるラッピング電車

しなの鉄道
千曲市を通るしなの鉄道は、2023年7月29日より保有している115系電車のうち1編成（S11編成）にラッピングを施し、運行を開始した。
シンリク観光
千曲市の委託を受けて千曲市循環バスの大循環線を運行しているシンリク観光は、2025年3月8日よりラッピングバスの運行を開始した。

## イベント
Turkey! 1stイベント
2024年6月23日に科学技術館サイエンスホールにて開催。出演は菱川花菜、市ノ瀬加那、岩田陽葵、天麻ゆうき、伊藤彩沙。
Turkey!第1話先行上映会
2025年5月18日に千曲市上山田文化会館にて開催。出演は菱川花菜、岩田陽葵、天麻ゆうき。
コラボ花火打ち上げ
2025年8月7日に開催された、第94回千曲川納涼煙火大会内でスペシャルコラボ花火が打ち上げられ、打ち上げ前には音無麻衣役の菱川花菜によるアナウンスがあった。

### ユニットメンバー
1. ↑  音無麻衣（菱川花菜）、五代利奈（市ノ瀬加那）、一ノ瀬さゆり（岩田陽葵）、三鷹希（天麻ゆうき）、二階堂七瀬（伊藤彩沙）